# Hunting
Hunting (deutsch Hüntingen, lothringisch Hënténgen) ist eine französische Gemeinde mit 689 Einwohnern (Stand 1. Januar 2022) im Département Moselle in der Region Grand Est (bis 2015 Lothringen). Sie gehört zum Arrondissement Thionville.

## Geografie
Hunting liegt wenige hundert Meter vom rechten Moselufer entfernt, etwa 13 Kilometer nordöstlich von Thionville am östlichen Moselufer auf einer Höhe zwischen 160 und 267 m über dem Meeresspiegel. Das Gemeindegebiet umfasst 3,77 km².

## Geschichte
Der Ort gehört seit 1661 zu Frankreich, vorher gehörte er zu den Spanischen Niederlanden (Herzogtum Luxemburg).
Im Wappen der Gemeinde kommt die Symbolik der ehemaligen Herren zum Tragen: Adler und Turnierkragen. Die beiden S-Majuskeln sind die Initialen des Heiligen Sixtus (Saint-Sixte), Symbol des Kartäuserklosters von Rettel.

### Bevölkerungsentwicklung
| Jahr      | 1962 | 1968 | 1975 | 1982 | 1990 | 1999 | 2007 | 2019 |
| Einwohner | 285  | 278  | 288  | 474  | 580  | 566  | 581  | 707  |

## Belege
1. ↑  Wappenbeschreibung auf genealogie-lorraine.fr (französisch)